# Anna-Maria Wagner
Anna-Maria Wagner (n. 17 mai 1996, Ravensburg, Baden-Württemberg, Germania) este o sportivă ce a reprezentat Germania, medaliată olimpică. A participat la o ediție a Jocurilor Olimpice (2020) în care a câștigat o medalie de bronz.